# Carmen Giménez Martín
Carmen Giménez Martín (Casablanca, Marruecos, 10 de enero de 1943) es una  conservadora de arte española, considerada una de las más importantes de la escultura modernista (art nouveau) en el mundo. Gran conocedora de la obra Picasso, forma parte del Patronato del Museo Nacional del Prado, La Fundació Pilar i Joan Miró. Es conservadora del Solomon R. Guggenheim Museum, Nueva York, desde 1989. En 2022, fue galardonada con la Medalla de Oro al Mérito en las Bellas Artes que otorga el Ministerio de Cultura de España.
Carmen Giménez desempeñó el cargo de Presidenta del Patronato y del Comité Científico del MASI Lugano (Museo d’arte della Svizzera italiana) Lugano, Suiza, desde 2015 hasta 2023. Es Presidenta Honoraria del museo desde 2024.

## Reseña biográfica

### Nacimiento e infancia
Nació el 10 de enero de 1943 en la localidad de Casablanca, Marruecos en el seno de una familia republicana judía, fuertemente involucrada con la política, que buscó refugio de la Guerra Civil Española en esa ciudad. Realizó sus estudios elementales y bachiller en su ciudad natal, en escuelas francesas.

### Comienzos
Decide trasladarse a Francia para estudiar la carrera de Ciencias Políticas, instada por su padre a tener una carrera que la sustente. Se recibe en la Universidad de París en 1963. Se da cuenta de que no sería buena en la política y se titula en Historia del Arte en la École du Louvre en 1965.

### Siguiente etapa
En París, asiste a muchísimas exposiciones como la de Picasso en el Grand Palais en 1964, la de Miró. Todas las realizadas en el Musée d'Art Moderne. Conoce artistas de época, como Herbin, Etienne-Martin, el Nouveau Réalistes, Poliakoff, Soulages, Gromaire, Hartung, Jesús Soto y Cruz-Diez, todos presentados a través de la coleccionista Liliane Pollak, tía de su exesposo.
Inspirada por los artistas españoles que encuentran en Francia surge su deseo de trabajar en museos.
En 1967 logra mudarse a España donde comienza su trabajo en el montaje de  exposiciones gráficas hasta 1979, para luego ubicarse en Boston trabajando para Vesti Corporation y en Waine Anderson. Organiza varias exposiciones como Grabado Español Contemporáneo: Desde Miró a 1978, Correspondencias entre arquitectura y la escultura, en la que se había incluido Richard Serra y Frank Gehry. Luego, en 1983, Tendencias en Nueva York, montada en el Palacio de Velázquez, Madrid, que recorre varias ciudades a pedido del gobierno francés. Incluyó artistas como Susan Rothenberg, Julian Schnabel, David Salle, Keith Haring, entre otros. 
En 1983 regresa a España y se ocupa del Centro Nacional de Exposiciones con el primer gobierno socialista después de la Guerra Civil. Durante esta etapa se inaugura el Reina Sofía como museo, que abre sus puertas el 26 de mayo de 1986. Desarrolla un programa expositivo inicial para la muestra Referencias e Identidades comenzando con los artistas españoles Tàpies, Saura, Chillida y con extranjeros como Cy Twombly, Baselitz y Richard Serra. Sin mezclar estilos, cada uno con su espacio pero estableciendo una consonancia. Se fueron exhibiendo colecciones como Panza, la colección Sonnabend, la Phillips, Matisse y la colección Beyeler.
Durante este breve trayecto en el Reina Sofía aviva su interés por las esculturas. En 1988 Tomás Llorens, es nombrado primer Director del Museo.
Desde 1989, año que se radica en Nueva York, es conservadora de Arte del siglo XX en el Museo Solomon R. Guggenheim de Nueva York. En 1993 presenta la exposición Picasso y la Edad del Hierro. Continua en 1997 con A Century of Sculpture.
Colaboró con la creación del Museo Guggenheim de Bilbao, inaugurado en 1997, mismo año en que se involucró en la planificación del Museo Picasso de Málaga, del que fue directora hasta 2004, comisariando en 2003 'El Picasso de los Picasso', exposición con la se inauguró.
Exhibe 'Brancusi: The Essence of Things' en 2004. En 2005 'Richard Serra: La Materia del Tiempo', año 2006 'David Smith: A Centennial' y 'Picasso: Tradición y Vanguardia'. En 2007 'Spanish Painting from El Greco to Picasso: Time, Truth, and History' y El 5 de octubre de 2012 inauguró 'Picasso en blanco y negro' en el Museo Guggenheim de Nueva York.
Forma parte del Patronato del Museo Nacional del Prado, de la Academia Scientiarum et Artium Europaea de Salzburgo y del International Council de Berlín. También es cercana a la academia Real de Bellas Artes, para la cual organizó la exposición dedicada a la colección Thyssen.
Carmen Giménez desempeñó el cargo de Presidenta del Patronato y del Comité Científico del MASI Lugano (Museo d’arte della Svizzera italiana) Lugano, Suiza, desde 2015 hasta 2023. Es Presidenta Honoraria del museo desde 2024.

## Vida personal
Contrajo matrimonio con el inglés John Peter Trafford (nacido en Chile). En la actualidad divorciada.

## Premios y reconocimientos
- Premio Nacional de Artes Plásticas
- Académica honoraria de la Real Academia de Bellas Artes de San Fernando (2012)
- Medalla de Oro al Mérito en las Bellas Artes 2022.[3]
- Presidenta Honoraria del MASI Lugano (Museo d’arte della Svizzera italiana) desde 2024